# Liebigia neoforbesii
Liebigia neoforbesii là một loài thực vật có hoa trong họ Tai voi (Gesneriaceae). Loài này có ở Indonesia (miền nam Sumatra); được Olive Mary Hilliard nâng cấp từ một thứ của Chirita blumei là C. blumei var. cordifolia S.Moore, 1925 vào năm 2003 trong Edinburgh J. Bot. 60(3): 368 in năm 2004 lên cấp loài với danh pháp Chirita neoforbesii. Năm 2011, Mich.Möller & A.Weber chuyển nó sang chi Liebigia.